# Claudine Schaul
Claudine Schaul (Lussemburgo, 20 agosto 1983) è una tennista lussemburghese.

## Biografia
Ha iniziato a giocare a 4 anni, avviata dal padre e dal fratello: nella sua carriera è stata allenata prevalentemente da Norbert Palmier. Dopo aver conseguito interessanti risultati a livello giovanile, è diventata professionista nel 2002, pur giocando in Fed Cup già dal 1998. Nel 2003 è approdata al terzo turno degli US Open dopo aver sconfitto l'ex numero 15 Anna Smashnova 7-6 (7-5), 6-2 e Samantha Reeves 6-1, 4-6, 6-3: è uscita per mano di Dinara Safina col punteggio di 4-6, 5-7.
Nel 2004 ha raggiunto il terzo turno degli Australian Open, venendo quindi sconfitta da Alicia Molik.
Nello stesso anno a maggio, Claudine Schaul ha vinto il suo unico titolo WTA a Strasburgo, battendo Lindsay Davenport 2-6, 6-0, 6-3 in finale.
Grazie alle sue ottime performance, la Schaul si è aggiudicata l'onore di essere il portabandiera del Lussemburgo alla cerimonia di apertura delle Olimpiadi di Atene del 2004 in Grecia, dove ha perso però al primo turno 1-6, 1-6 contro la slovacca Daniela Hantuchová.
Ha rappresentato più volte il Lussemburgo ai Giochi dei piccoli stati d'Europa, vincendo la medaglia d'oro in singolare e in doppio (con Mandy Minella) nell'edizione 2003, l'argento in singolare nel 2007 (sconfitta da Stephanie Vogt), l'argento in singolare e l'oro in doppio nel 2009, il bronzo in singolare e l'argento in doppio misto nel 2011, l'oro in doppio e l'argento in doppio misto nel 2015.
Nel 2012 il nome della tennista è entrato nelle pagine di cronaca nera, per il suo coinvolgimento in un traffico di cocaina. Riconosciuta colpevole di spaccio, è stata condannata a 18 mesi di reclusione (pena sospesa con la condizionale) e al pagamento di una multa da 1.500 euro.

## Statistiche

### Risultati in progressione
| Sigla | Risultato               |
| ----- | ----------------------- |
| V     | Vincitore               |
| F     | Finalista               |
| SF    | Semifinalista           |
| O     | Oro olimpico            |
| A     | Argento olimpico        |
| SF    | Bronzo olimpico         |
| QF    | Quarti di Finale        |
| 4T    | Quarto turno            |
| 3T    | Terzo turno             |
| 2T    | Secondo turno           |
| 1T    | Primo turno             |
| RR    | Round Robin             |
| LQ    | Turno di qualificazione |
| A     | Assente                 |
| ND    | Non disputato           |

| Legenda superfici    |
| -------------------- |
| Cemento              |
| Terra battuta        |
| Erba                 |
| Superficie variabile |

#### Singolare nei tornei del Grande Slam
| Torneo          | 2003 | 2004 | 2005 | 2006 | 2007 | 2008 | 2009 | 2010 | 2011 | 2012 |
| --------------- | ---- | ---- | ---- | ---- | ---- | ---- | ---- | ---- | ---- | ---- |
| Australian Open | A    | 3T   | 1T   | A    | A    | A    | A    | A    | A    | A    |
| Open di Francia | A    | 1T   | 1T   | A    | A    | A    | A    | A    | A    | A    |
| Wimbledon       | A    | 1T   | 1T   | A    | A    | A    | A    | A    | A    | A    |
| US Open         | 3T   | 1T   | A    | A    | A    | A    | A    | A    | A    | A    |

#### Doppio nei tornei del Grande Slam
| Torneo          | 2003 | 2004 | 2005 | 2006 | 2007 | 2008 | 2009 | 2010 | 2011 | 2012 |
| --------------- | ---- | ---- | ---- | ---- | ---- | ---- | ---- | ---- | ---- | ---- |
| Australian Open | A    | A    | 1T   | A    | A    | A    | A    | A    | A    | A    |
| Open di Francia | A    | 1T   | 1T   | A    | A    | A    | A    | A    | A    | A    |
| Wimbledon       | A    | A    | A    | A    | A    | A    | A    | A    | A    | A    |
| US Open         | A    | 2T   | A    | A    | A    | A    | A    | A    | A    | A    |

#### Doppio misto nei tornei del Grande Slam
| Torneo          | 2003 | 2004 | 2005 | 2006 | 2007 | 2008 | 2009 | 2010 | 2011 | 2012 |
| --------------- | ---- | ---- | ---- | ---- | ---- | ---- | ---- | ---- | ---- | ---- |
| Australian Open | A    | A    | A    | A    | A    | A    | A    | A    | A    | A    |
| Open di Francia | A    | A    | A    | A    | A    | A    | A    | A    | A    | A    |
| Wimbledon       | A    | 1T   | A    | A    | A    | A    | A    | A    | A    | A    |
| US Open         | A    | A    | A    | A    | A    | A    | A    | A    | A    | A    |

## Vittorie contro giocatrici top 10
| Stagione | 2004 | Totale |
| -------- | ---- | ------ |
| Vittorie | 1    | 1      |

| #    | Giocatrice        | Ranking | Evento                                   | Superficie  | Turno | Punteggio     | Rank. CSR |
| ---- | ----------------- | ------- | ---------------------------------------- | ----------- | ----- | ------------- | --------- |
| 2004 |                   |         |                                          |             |       |               |           |
| 1.   | Lindsay Davenport | 4       | Internationaux de Strasbourg, Strasburgo | Terra rossa | F     | 2-6, 6-0, 6-3 | 66        |